# Quan hệ Đức – Việt Nam

Logo kỷ niệm 40 năm quan hệ ngoại giao Đức-Việt vào năm 2015

Việt Nam (Việt Nam Dân chủ Cộng hòa) và Cộng hòa Liên bang Đức (BRD) đã lập quan hệ ngoại giao vào ngày 23/9/1975. Trước đó, Việt Nam đã lập quan hệ ngoại giao và có quan hệ tốt đẹp với Cộng hòa Dân chủ Đức (DDR) vào ngày 03/02/1955 đến khi Đông Đức từ bỏ chủ nghĩa Cộng sản và sát nhập vào Tây Đức thành nước Đức hiện thời. Tính đến tháng 10/2016, ở Đức có khoảng 130.000 người Việt Nam và người Đức gốc Việt sinh sống, trong đó 20% đã nhập quốc tịch Đức, ở Việt Nam có khoảng 100.000 người biết nói tiếng Đức.

## Quan hệ ngoại giao
Việt Nam và CHLB Đức đã ký Hiệp định hợp tác Văn hóa (1990), Hiệp định khuyến khích và bảo hộ đầu tư (1993), Hiệp định hợp tác hàng không (1994), Hiệp định hợp tác hàng hải (1995), Hiệp định nhận công dân trở lại (1995), Hiệp định tránh đánh thuế 2 lần (1996), Hiệp định Hợp tác Khoa học-Kỹ thuật (1999). Tháng 10/2011, nhân chuyến thăm chính thức Việt Nam của Thủ tướng Angela Merkel, hai nước ký Tuyên bố Hà Nội về thiết lập "quan hệ đối tác chiến lược vì tương lai". Đức không chỉ giúp đỡ Việt Nam trong quá trình chuyển đổi kinh tế mà còn hỗ trợ Việt Nam trong quá trình cải cách hệ thống pháp luật trong khuôn khổ Đối thoại nhà nước pháp quyền Đức-Việt.
Sau vụ việc Trịnh Xuân Thanh, Đức đã đình chỉ quan hệ đối tác chiến lược với Việt Nam vào năm 2017. Tuy nhiên, quan hệ Đối tác Chiến lược giữa 2 bên sau đó đã dần được hồi phục trở lại.

## Hợp tác kinh tế

### Thương mại
Đức là đối tác thương mại lớn nhất của Việt Nam ở châu Âu, chiếm khoảng 20% xuất khẩu của Việt Nam sang EU và cũng là cửa ngõ trung chuyển quan trọng của hàng hoá Việt Nam sang các thị trường khác ở châu Âu. Năm 2011, tổng giá trị trao đổi thương mại hai nước đạt 5,564 tỷ USD, tăng 35,2% so với năm 2010, trong đó xuất khẩu của Việt Nam sang Đức đạt 3,366 tỷ USD, tăng 41,9 % và nhập khẩu của Việt Nam từ Đức đạt 2,198 tỷ USD, tăng 26,2 %. Kim ngạch thương mại hai chiều năm 2015 đạt 8,92 tỷ USD (tăng 14% so với 2014), trong đó xuất khẩu của Việt Nam sang Đức đạt 5,71 tỷ USD, nhập khẩu từ Đức đạt 3,21 tỷ USD. Kim ngạch thương mại hai chiều 9 tháng đầu năm 2016 đạt 6,4 tỷ USD. Việt Nam xuất khẩu sang Đức chủ yếu là điện thoại và linh kiện máy tính, hàng dệt may, giày dép, cà phê, thủy sản... và nhập từ Đức chủ yếu là máy móc thiết bị phụ tùng, phương tiện vận tải, ô tô, hóa chất, dược phẩm. Tháng 10 năm 2011, Thủ tướng Đức Angela Merkel và Thủ tướng Việt Nam Nguyễn Tấn Dũng đã ký "Tuyên bố Hà Nội", thiết lập Quan hệ đối tác chiến lược giữa Đức và Việt Nam nhằm tăng cường quan hệ chính trị, kinh tế và văn hóa và hợp tác phát triển.

### Du lịch
Đức được đánh giá là một trong những thị trường quan trọng nhất của du lịch Việt Nam với số lượng khoảng trên dưới 100.000 lượt khách/năm thăm Việt Nam trong những năm gần đây. Năm 2015, con số này đạt 149.079 lượt khách.

### Giáo dục
Đại học Việt-Đức được khai trương tại Thành phố Hồ Chí Minh vào tháng 9 năm 2008

### Y tế
Bệnh viện Việt Đức đã được thành lập từ năm 1958

## Căng thẳng ngoại giao 2017
Liên quan đến quan hệ giữa Việt Nam và Đức, ngày 30/7/2017, Chính phủ Việt Nam thông báo rằng Trịnh Xuân Thanh (là người đang bị chính phủ Việt Nam cáo buộc tội tham nhũng trong việc làm thất thoát 150 triệu USD) đã về đầu thú các cơ quan bảo vệ pháp luật của Việt Nam. Tuy nhiên, Bộ Ngoại giao Đức lại cáo buộc chính phủ VN đã bắt cóc Trịnh Xuân Thanh tại thủ đô Berlin, trong khi phía chính phủ Việt Nam đã đưa ra một clip có ghi lại hình ảnh ông Trịnh Xuân Thanh nói tự nguyện về nước để đầu thú. Bộ Ngoại giao Đức vào ngày 2 tháng 8 năm 2017 ra thông cáo cho biết sau khi có bằng chứng rõ rệt hơn và đủ căn cứ để xóa bỏ mọi nghi ngờ về việc các cơ quan và đại sứ quán Việt Nam tại Berlin có dính líu đến vụ bắt cóc công dân Việt Nam ngay tại thủ đô nước Đức, phía ngoại giao nước Đức triệu đại sứ Việt Nam đến vào ngày 1 tháng 8. Ngoại trưởng Văn phòng Bộ Ngoại giao Đức Markus Ederer nêu rất rõ ràng với Đại sứ Việt Nam, Chính phủ Liên bang Đức yêu cầu để ông Trịnh Xuân Thanh quay trở lại Đức ngay lập tức để hồ sơ yêu cầu dẫn độ và đơn xin tỵ nạn được xem xét theo đúng trình tự pháp lý.
Viên chức đại diện chính thức của cơ quan tình báo Việt Nam tại Đại sứ quán Việt Nam ở Đức bị tuyên bố là người không được hoan nghênh (persona non grata) và có 48 tiếng để rời khỏi Đức.
Trả lời về việc này, ngày 3 tháng 8, phát ngôn viên Bộ Ngoại giao Việt Nam là Lê Thị Thu Hằng nói: "Liên quan đến phát biểu của phát ngôn viên Bộ Ngoại giao Đức xung quanh vụ việc Trịnh Xuân Thanh, tôi lấy làm tiếc về phát biểu của phát ngôn viên Bộ Ngoại giao Đức ngày vào ngày 2 tháng 8". Bà Hằng cũng khẳng định "Việt Nam luôn coi trọng và phát triển quan hệ đối tác chiến lược với Đức".
Ngoại trưởng Đức Sigmar Gabriel, trong một cuộc họp báo vào ngày 4 tháng 8, tuyên bố Đức đang cân nhắc các biện pháp trả đũa Việt Nam vì cáo buộc Hà Nội bắt cóc ông Trịnh Xuân Thanh ngay tại Berlin.
Ngày 22 tháng 9 trong cuộc họp báo Liên bang về vụ Trịnh Xuân Thanh, phát ngôn viên Bộ Ngoại giao Đức cho biết, Bộ trưởng Bộ Ngoại giao Phạm Bình Minh của Việt Nam đã gửi một bức thư hồi đáp cho Bộ trưởng Bộ Ngoại giao Đức Sigmar Gabriel để giải thích về vụ việc Trịnh Xuân Thanh. Do phía Việt Nam không thừa nhận việc vi phạm pháp luật, phía Đức vào ngày 21 tháng 9 đã mời Đại sứ Việt Nam tại Đức tới Bộ Ngoại giao để thông báo về việc đình chỉ đối tác chiến lược. Ngoài ra, Bộ Ngoại giao Đức đã ra lệnh trục xuất một cán bộ ngoại giao của Việt Nam ở Berlin, và đặt thời hạn bốn tuần để họ thu xếp rời khỏi Đức.

## Nối lại quan hệ đối tác chiến lược
Kể từ năm 2019, phía Đức đã có những động thái thể hiện ý định tái khởi động lại quan hệ Đối tác Chiến lược với Việt Nam sau một thời gian. Liên tiếp các năm sau đó, hai bên đã dần dần có những động thái ngoại giao để từng bước hồi phục lại mối quan hệ bị tạm đình trệ này từ cấp bộ ngành tới cấp Nhà nước. Trong suốt giai đoạn hồi phục quan hệ và sau này, dường như cả hai nước đều né tránh nhắc đến vụ việc Trịnh Xuân Thanh và việc đình chỉ quan hệ trước đó. Tuy không rầm rộ, nhưng việc nối lại quan hệ đã diễn ra khá suôn sẻ, với đỉnh điểm là chuyến thăm cấp Nhà nước của Tổng thống Frank-Walter Steinmeier tới thăm chính thức Việt Nam từ ngày 23-24/01/2024.
Vào tháng 2 năm 2019, Phó Thủ tướng kiêm Bộ trưởng Bộ Ngoại giao Phạm Bình Minh đã tới thăm Đức theo lời mời của người đồng cấp, Bộ trưởng Bộ Ngoại giao Đức Heiko Maas, hai bên đã có sự nhất trí ban đầu về việc tái thiết lập quan hệ đối tác chiến lược vốn đã bị đình chỉ sau vụ việc Trịnh Xuân Thanh vào năm 2018.
Tháng 3 cùng năm, Bộ Năng lượng và kinh tế Đức và Bộ Công thương Việt Nam cùng ký kết Tuyên bố chung về việc tăng cường quan hệ thương mại và kinh tế giữa 2 bộ, nhằm "triển khai các nội dung hợp tác kinh tế trong khuôn khổ Đối tác Chiến lược Việt Nam-Đức, làm sâu sắc thêm hợp tác kinh tế, tạo dựng cơ cấu kinh tế bền vững và thúc đẩy việc làm".
Tháng 12 cùng năm, theo như lời của Đại sứ Việt Nam tại Đức, ông Nguyễn Minh Vũ trả lời bài phỏng vấn kỷ niệm 10 năm quan hệ Đối tác Chiến lược Đức-Việt (11/10/2011-11/11/2021), hai nước đã tiếp tục phê duyệt Kế hoạch hành động Đối tác Chiến lược giai đoạn 2020-2021 để tăng cường và làm sâu sắc hơn nữa quan hệ Đối tác chiến lược giữa hai bên, theo như thông lệ hai năm một lần.
Năm 2021, Phòng Công nghiệp và Thương mại Đức tại Việt Nam cho ra mắt tài liệu nhân dịp kỷ niệm 10 năm thiết lập quan hệ Đối tác Chiến lược (2011-2021). Điều đáng chú ý là trong bức ảnh minh họa về những cột mốc nổi bật trong hành trình 10 năm quan hệ Đối tác Chiến lược Việt Nam-Đức, cũng như cả tài liệu, lại tránh không hề đề cập đến bất kỳ một chi tiết nào về việc tạm đình chỉ quan hệ Đối tác Chiến lược đơn phương của Đức với Việt Nam.
Từ ngày 13-14/11/2022, Thủ tướng Olaf Scholz đã có chuyến thăm và làm việc tại Hà Nội. Ông và người đồng cấp, Thủ tướng Việt Nam Phạm Minh Chính đã ra Thông cáo báo chí chung cho chuyến thăm, trong đó nói về những thành tựu ngoại giao mà hai nước đã đạt được trong suốt thời gian vừa qua, cũng như các thỏa thuận về các lĩnh vực quân sự, lao động, năng lượng và giáo dục được ký kết tại chuyến thăm lần này "đánh dấu sự phát triển tốt đẹp của quan hệ Đối tác Chiến lược của chúng ta". Thông cáo cũng nhấn mạnh hai bên đã bàn bạc về việc tiếp tục phát triển bản kế hoạch hành động cho "mối quan hệ Đối tác Chiến lược đã tồn tại hơn 10 năm" trong thời gian tiếp theo như thông lệ trước đó.
Cuộc đàm phán song phương liên Chính phủ Đức-Việt về hợp tác diễn ra từ ngày 7-9/11/2023 tại Bonn dưới sự chủ trì của Quốc vụ khanh Bộ Hợp tác kinh tế và Phát triển liên bang, ông Jochen Flasbarth, một lẫn nữa tái khẳng định mong muốn tiếp tục hợp tác phát triển sâu rộng giữa hai bên, đặc biệt là các lĩnh vực bảo vệ rừng, năng lượng và đào tạo nghề trong thời gian tới. Trong lễ ký kết Biên bản kỳ họp, Phó Vụ trưởng Gisela Hammerschmidt cũng khẳng định rằng "Hai bên mong muốn sớm triển khai các kết quả đàm phán và qua đó tiếp tục tăng cường mối quan hệ Đối tác Chiến lược giữa Đức và Việt Nam đã được thống nhất từ năm 2011".
Từ ngày 23-24/01/2024, Tổng thống Liên bang Đức Frank-Walter Steinmeier đã có chuyến thăm chính thức tới Việt Nam để mở rộng quan hệ đối tác quốc tế với khu vực Đông Nam Á. Trên trang chủ của Văn phòng Tổng thống có bài viết ca ngợi kết quả tốt đẹp của chuyến thăm, đã viết rằng "Việt Nam hiện đã phát triển thành Đối tác Chiến lược của Đức". Đại sứ Việt Nam tại Đức Vũ Quang Minh cũng cho biết, nhân dịp này, Việt Nam và Đức sẽ chính thức thông qua Kế hoạch hành động thực hiện Đối tác chiến lược cho hai năm 2023-2024, theo như thông lệ cũ hai năm một lần.
Hiện tại thì trên trang web chính thức của Văn phòng Bộ Ngoại giao Đức, theo như bài giới thiệu về Quan hệ song phương giữa Đức và Việt Nam được đăng ngày 19/02/2024 có đề cập rằng "Đức và Việt Nam đã có quan hệ Đối tác Chiến lược từ năm 2011 với các dự án hợp tác ở các cấp và trên nhiều lĩnh vực chính sách", mà không đề cập gì đến việc bị đình chỉ quan hệ.

## Đại sứ quán, lãnh sự quán
- Tại Việt Nam:
- Hà Nội (Đại sứ quán)
- Thành phố Hồ Chí Minh (Lãnh sự quán)

- Tại Đức:
- Berlin (Đại sứ quán)
- Frankfurt (Lãnh sự quán)